# Galumna fuscata
Galumna fuscata är en kvalsterart som beskrevs av Kishida 1921. Galumna fuscata ingår i släktet Galumna och familjen Galumnidae. Inga underarter finns listade i Catalogue of Life.